# Kodal
Kodal is een plaats in de Noorse gemeente Sandefjord in de provincie Vestfold. Kodal telt 840 inwoners (2007) en heeft een oppervlakte van 0,67 km².

## Kerk van Kodal

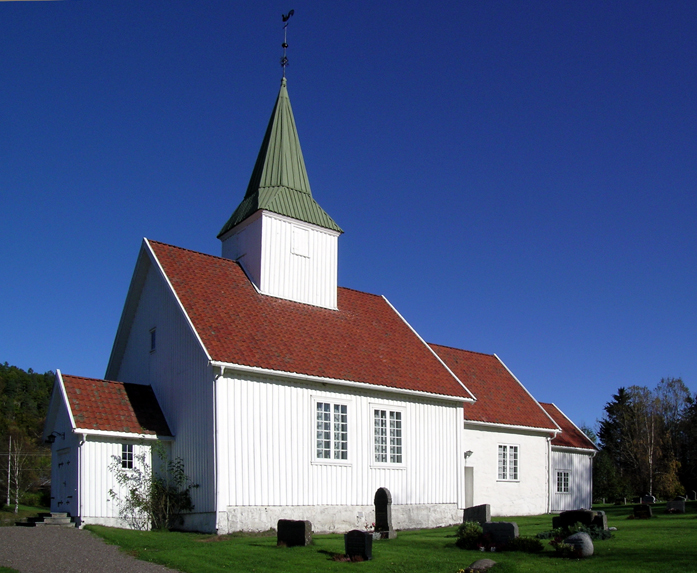
Kerk van Kodal

De kerk van Kodal dateert uit het begin van de 12e eeuw. De oudste vermelding van de kerk is uit 1339. Oorspronkelijk was het een stenen gebouw. Bij latere verbouwingen is vooral hout gebruikt. Het koor is het oudste deel. Het schip met de klokkentoren stamt uit de 17e eeuw.